# Alluring
Alluring ist eine 2012 debütierte Funeral-Doom-Band.

## Geschichte
Damien Master, der Gründer des Labels Colloquial Sound Recordings, initiierte Alluring als Nebenprojekt zu seinem Post-Black-Metal-Projekt A Pregnant Light. Alluring debütierte im Jahr 2012 mit dem Demo The Room. Fünf Jahre später folgte das selbstbetitelte erste Album des Projektes. 
Die Dauer nutzte Master allerdings nicht um das Album gezielt auszuarbeiten. In der Zwischenzeit konzentrierte er sich auf seine anderen musikalischen Projekte. Als ihm allerdings Inspiration zur Fortführung von Alluring kam. Das Album entstand reagierend binnen zwei oder drei Tagen in Eigenregie ohne hinzugezogene Musiker, Produzenten oder Tontechniker und wurde von Master über sein Label als Musikkassette und -download veröffentlicht.

## Stil
Alluring spielt einen „kargen und trostlosen“ Funeral Doom, dem ein „Schwerpunkt auf eine spürbare Atmosphäre“ zugesprochen wird. Von „fesselnden Melodien getragen“, wirke die Musik „ebenso verheerend wie einzigartig.“ Diese Konzentration auf die Atmosphäre betont Master selbst und führt Nortt und Asunder als bedeutende Vorbilder des eigenen Schaffens an.
Das Ergebnis des Bemühens um einen atmosphärischen Funeral Doom wurde in der Melodieführung und Herangehensweise mit My Dying Bride verglichen. Der Klang der Musik sei annähernd unterproduziert und wirke organisch und analog. Das Songwriting orientiere sich mehr an Epik als an Düsternis, mit einer weichen aber ausladenden Verzerrung der Riffs, wodurch sich das Gitarrenspiel jenem des Drone Doom annähert. Die bewusste Ablehnung des Technical Death Metal führt zu einem einfachen und kompakten beinah hypnotischen Gitarrenspiel. Der gutturale Gesang und die weitere Instrumentierung füge sich hierbei zu einem Gesamtgebilde.

## Inhalt
Inhaltlich befasst sich Alluring mit gängigen Themen des Funeral Doom wie „Trauer, Verzweiflung, Elend und die Dunkelheit“ der menschlichen Existenz. Master räumt den Begriff der Depression als möglichen kleinsten gemeinsamen Nenner ein, erläutert zugleich, dass sein Ziel darüber hinaus ginge. So sei „die Versöhnung zwischen dem Leben auf dieser Erde, dem Schmerz und der Seltsamkeit, die wir jeden Tag erleben, und der Hoffnung auf etwas Besseres oder Vollkommeneres jenseits dieser Welt“ das eigentliche Thema.

„Ein neues Leben, eine neue Schöpfung, die Wiederherstellung einer Seele, die durch eine gefallene Welt verdorben ist.“

## Diskografie
- 2012: The Room (Demo, Colloquial Sound Recordings)
- 2017: Alluring (Album, Colloquial Sound Recordings)